# Смрт Мајкла Џексона
Јуна 25. 2009, амерички певач Мајкл Џексон је преминуо након што је доживео срчани застој у својој кући, у Холмби Хилсу, Лос Анђелес, Калифорнија. Његов лични лекар, Конрад Мареј, изјавио је да га је нашао како не дише и слабог пулса у својој соби. Према речима Мареја, одмах је прионуо на кардиопулмоналну реанимацију. Иако је хитна помоћ убрзо стигла, Џексон је преминуо на „Роналд Реган Ју-Си-Ел-Еј“ клиници. Док су првобитни извештаји говорили о улози седатива за ублажавања болова у певачевој смрти, пажња се касније усмерила на лекове које је наводно користио против инсомније (пропофол или диприван). 
Августа 28. 2009, истражни судија у Лос Анђелесу је изјавио да се Џексонова смрт сматра као убиство услед комбинације лекова у његовом телу. Пре смрти, Џексон је наводно користио пропофол као и два бензодиазепина: лоразепам и мидазолам. Службеници за спровођење закона су испитали Мареја који је им је рекао да је покушавао да одвуче певача од пропофола. Фебруара 8. 2010, званично је подигнута оптужница против лекара у Лос Анђелесу. Конрад Мареј је изјавио да није крив.
Резултат Џексонове смрти биле су многобројне поруке саосећања његових фанова из целог света, колапс интернета и нагли пораст продаје његове музике. Џексон је планирао повратничку серију концерата која би се одржала од 13. јула 2009. до 6. марта 2010. године у Лондону. Његова јавна меморијална комеморација је одржана 7. јула 2009, у Стејпл центру, Лос Анђелес где је имао пробе за лондонске наступе дан пре своје смрти. Комеморација је приказивана уживо широм света и посматрало ју је око милијарду људи.

## За даље читање и спољашње везе
-{
- Los Angeles County, California, Search Warrant and Affidavit: Statement of Probable Cause, August 24, 2009
- Jackson Tour Video–The Final Rehearsals, TMZ, July 2, 2009.
- Walters, Dell. "Michael Slept Here", Washingtonian, August 1, 2009.
- Barnes, Brooks. A Star Idolized and Haunted, Michael Jackson Dies at 50, The New York Times, June 25, 2009.
- Obituary: Michael Jackson, BBC, June 26, 2009.
- Boucher, Geoff and Woo, Elaine. Michael Jackson's life was infused with fantasy and tragedy, Los Angeles Times, June 26, 2009.
- Rayner, Ben. Michael Jackson, 50: Child star, thriller, sad sideshow, The Toronto Star, June 26, 2009.
- Saperstein, Pat. Michael Jackson dies at 50, Variety, June 25, 2009.
- Sullivan, Caroline. Michael Jackson, The Guardian, June 26, 2009.
- Michael Jackson obituary: a gifted, troubled king of pop, The Sydney Morning Herald, June 26, 2009.
- The Times obituary: Michael Jackson Архивирано на веб-сајту  (12. мај 2011), The Times, June 26, 2009.}-